# Belandres (Grado)
Belandres es una entidad de población española de la parroquia de Báscones, perteneciente al concejo de Grado, en la comunidad autónoma de Asturias.

## Historia
Hacia mediados del siglo XIX, el lugar, ya por entonces perteneciente al municipio de Grado, tenía contabilizada una población de 62 habitantes. Aparece descrito en el cuarto volumen del Diccionario geográfico-estadístico-histórico de España y sus posesiones de Ultramar de Pascual Madoz con las siguientes palabras:

BELANDRES: l. en la prov. de Oviedo, ayunt. de Grado y felig. de San Miguel de Bascones (V.): sit. á las faldas de Montello y á la der. del r. Sama ó Bayo que pasa por esta parr. en localidad un poco elevada sobre el nivel del indicado r. Sama. Su terreno calizo y medianamente fértil: prod.: maiz, escanda, habas, patatas y otros frutos: pobl.: 15 vec., 62 almas.
(Madoz, 1846, p. 121)

En 2023, la entidad singular de población tenía empadronados veinte habitantes.